# Parigi-Roubaix 2018
La Parigi-Roubaix 2018, centosedicesima edizione della corsa e valevole come quindicesima prova dell'UCI World Tour 2018 categoria 1.UWT, si svolse l'8 aprile 2018 su un percorso di 257 km, con partenza da Compiègne e arrivo a Roubaix, in Francia. La vittoria fu appannaggio dello slovacco Peter Sagan, il quale completò il percorso in 5h54'06", alla media di 43,55 km/h, precedendo l'elvetico Silvan Dillier e l'olandese Niki Terpstra.
Sul traguardo di Roubaix 101 ciclisti, su 175 partiti da Compiègne, portarono a termine la competizione.
Nel corso della gara un arresto cardio-circolatorio ha colpito Michael Goolaerts, ciclista belga della Veranda's Willems-Crelan, che si è accasciato a terra privo di sensi nel tratto di pavé di Viesly; prontamente soccorso e rianimato con un defribillatore, è stato trasportato all'ospedale di Lilla, dove è deceduto in serata. In seguito alla sua scomparsa l’organizzazione del corsa gli ha dedicato un piccolo monumento nel settore di pavé in cui è avvenuta la tragedia.

## Percorso
Il percorso dell'edizione 2018 si è sviluppato su una lunghezza di 257 km ed è partito da Compiègne con arrivo a Roubaix. Sul percorso, interamente pianeggiante, si sono incontrati 55 km di pavé, suddivisi in 29 settori, ciascuno caratterizzato da differente lunghezza e difficoltà (cinque stelle per i tratti più ardui).
Settori in pavé
| Settore Numero | Nome                                                 | Chilometro | Lunghezza (m) | Categoria         |
| -------------- | ---------------------------------------------------- | ---------- | ------------- | ----------------- |
| 29             | Troisvilles > Inchy                                  |            | 2200          | * · * · *         |
| 28             | Viesly > Briastre                                    |            | 3000          | * · * · *         |
| 27             | Saint-Python                                         |            | 1500          | * · *             |
| 26             | Saint-Python > Quiévy                                |            | 3700          | * · * · * · *     |
| 25             | Saint-Hilaire-lez-Cambrai > Saint-Vaast-en-Cambrésis |            | 1500          | * · * · *         |
| 24             | Saulzoir > Verchain-Maugré                           |            | 1200          | * · *             |
| 23             | Verchain-Maugré > Quérénaing                         |            | 1600          | * · * · *         |
| 22             | Quérénaing > Maing                                   |            | 2500          | * · * · *         |
| 21             | Maing > Monchaux-sur-Écaillon                        |            | 1600          | * · * · *         |
| 20             | Haveluy > Wallers                                    |            | 2500          | * · * · * · *     |
| 19             | Foresta di Arenberg                                  |            | 2400          | * · * · * · * · * |
| 18             | Wallers > Hélesmes                                   |            | 1600          | * · * · *         |
| 17             | Hornaing > Wandignies-Hamage                         |            | 3700          | * · * · * · *     |
| 16             | Warlaing > Brillon                                   |            | 2400          | * · * · *         |
| 15             | Tilloy-lez-Marchiennes > Sars-et-Rosières            |            | 2400          | * · * · * · *     |
| 14             | Beuvry-la-Forêt > Orchies                            |            | 1400          | * · * · *         |
| 13             | Orchies                                              |            | 1700          | * · * · *         |
| 12             | Auchy-lez-Orchies > Bersée                           |            | 2700          | * · * · * · *     |
| 11             | Mons-en-Pévèle                                       |            | 3000          | * · * · * · * · * |
| 10             | Mérignies > Avelin                                   |            | 700           | * · *             |
| 9              | Pont-Thibaut > Ennevelin                             |            | 1400          | * · * · *         |
| 8              | Templeuve Le Moulin de Vertain                       |            | 500           | * · *             |
| 7              | Cysoing > Bourghelles                                |            | 1300          | * · * · *         |
| 6              | Bourghelles > Wannehain                              |            | 1100          | * · * · *         |
| 5              | Camphin-en-Pévèle                                    |            | 1800          | * · * · * · *     |
| 4              | Carrefour de l'Arbre                                 |            | 2100          | * · * · * · * · * |
| 3              | Gruson                                               |            | 1100          | * · *             |
| 2              | Willems > Hem                                        |            | 1400          | * · * · *         |
| 1              | Roubaix                                              |            | 300           | *                 |

## Squadre e corridori partecipanti
Prendono parte alla competizione 25 squadre: oltre alle 18 formazioni con licenza UCI World Tour, partecipanti di diritto, sono state invitate 7 squadre UCI Professional Continental, ovvero: Veranda's Willems-Crelan, Direct Énergie, Cofidis, Solutions Crédits, Team Fortuneo-Samsic, Delko Marseille Provence KTM, Vital Concept Cycling Club e WB Aqua Protect Veranclassic.
| N.      | Cod. | Squadra                        |
| ------- | ---- | ------------------------------ |
| 1-7     | BMC  | BMC Racing Team                |
| 11-17   | QST  | Quick-Step Floors              |
| 21-27   | EFD  | Team EF Education First-Drapac |
| 31-37   | MTS  | Mitchelton-Scott               |
| 41-47   | TFS  | Trek-Segafredo                 |
| 51-57   | UAD  | UAE Team Emirates              |
| 61-67   | FDJ  | Groupama-FDJ                   |
| 71-77   | ALM  | AG2R La Mondiale               |
| 81-87   | VWC  | Veranda's Willems-Crelan       |
| 91-97   | SKY  | Team Sky                       |
| 101-107 | SUN  | Team Sunweb                    |
| 111-117 | BOH  | Bora-Hansgrohe                 |
| 121-127 | TDE  | Direct Énergie                 |

| N.      | Cod. | Squadra                      |
| ------- | ---- | ---------------------------- |
| 131-137 | LTS  | Lotto Soudal                 |
| 141-147 | COF  | Cofidis, Solutions Crédits   |
| 151-157 | DDD  | Team Dimension Data          |
| 161-167 | TKA  | Team Katusha Alpecin         |
| 171-177 | AST  | Astana Pro Team              |
| 181-187 | FST  | Team Fortuneo-Samsic         |
| 191-197 | TBM  | Bahrain-Merida               |
| 201-207 | TLJ  | Team Lotto NL-Jumbo          |
| 211-217 | MOV  | Movistar Team                |
| 221-227 | DMP  | Delko Marseille Provence KTM |
| 231-237 | VCC  | Vital Concept Cycling Club   |
| 241-247 | WVA  | WB Aqua Protect Veranclassic |

## Ordine d'arrivo (Top 10)
| Pos. | Corridore         | Squadra     | Tempo    |
| ---- | ----------------- | ----------- | -------- |
| 1    | Peter Sagan       | Bora        | 5h54'06" |
| 2    | Silvan Dillier    | AG2R        | s.t.     |
| 3    | Niki Terpstra     | Quick-Step  | a 57"    |
| 4    | Greg Van Avermaet | BMC         | a 1'34"  |
| 5    | Jasper Stuyven    | Trek        | s.t.     |
| 6    | Sep Vanmarcke     | Educ. First | s.t.     |
| 7    | Nils Politt       | Katusha     | a 2'31"  |
| 8    | Taylor Phinney    | Educ. First | s.t.     |
| 9    | Zdeněk Štybar     | Quick-Step  | s.t.     |
| 10   | Jens Debusschere  | Lotto       | s.t.     |